# COLD WAR あの歌、2つの心
『COLD WAR あの歌、2つの心』（コールドウォー あのうたふたつのこころ、Zimna wojna）は、2018年のポーランド・フランス・イギリスの恋愛映画。パヴェウ・パヴリコフスキ監督、パヴリコフスキとヤヌシュ・グウォヴァツキとピョートル・ボルコフスキ共同脚本。1940年代後半から1960年代までの冷戦下のポーランドとフランスを舞台とし、音楽家（トマシュ・コット）と彼に才能を見いだされた若い歌手（ヨアンナ・クーリク）との長年に渡る恋愛模様が描かれる。パヴリコフスキの両親の人生に触発されている本作にはボリス・シィツ、アガタ・クレシャ、セドリック・カーン、ジャンヌ・バリバールらが助演を務める。
ワールド・プレミアは2018年5月10日に第71回カンヌ国際映画祭で行われた。批評家には演技、脚本、演出、撮影が賞賛され、カンヌ国際映画祭のコンペティション部門でパルム・ドールを競い、パヴリコフスキが監督賞を受賞した。また、第43回グディニャ映画祭で最高賞に当たる金獅子賞を受賞し、第31回ヨーロッパ映画賞では、作品賞含む5部門を受賞した。第72回英国アカデミー賞では監督賞と非英語作品賞を含む4部門、第76回ゴールデングローブ賞では外国語映画賞にノミネートされた。第91回アカデミー賞では、外国語映画賞（ポーランド代表作）、監督賞、撮影賞の3部門にノミネートされた。

## ストーリー
第二次世界大戦終戦後のポーランド。州が後援する音楽舞踊団を率いるヴィクトル（トマシュ・コット）とイレーナ（アガタ・クレシャ）は民族音楽を披露するためにオーディションを開催する。そこでヴィクトルはズーラ（ヨアンナ・クーリク）という若く魅力的で野心家の女性に興味を抱くが、彼女は自分を農村出身であると偽っており、さらに虐待する父親を殺害したために保護観察中の身であった。ヴィクトルとズーラはすぐに激しい恋に落ち、公演の後にセックスをする。その後、ヴィクトルとイレーナは当局から東側諸国へのツアーと引き換えに、共産主義とスターリン主義のプロパガンダを入れるように当局から圧力をかけられる。ヴィクトルとイレーナは反対するが、キャリア重視で日和見主義者であるカチマレク（ボリス・シィツ）はプロパガンダを入れることに同意し、イレーナは舞踊団を辞めてしまう。またカチマレクはズーラにも近づき、ヴィクトルのことをスパイするように圧力をかけるが、彼女が核心をつく情報は渡さなかった。ヴィクトルは舞踏団が東ベルリンを訪れた際にズーラと共に西に亡命する計画を立てるが、落ち合う場所にズーラは現れなかったためにヴィクトルは単独で国境を越える。
数年後、パリでズーラはジャズクラブで働くヴィクトルと会う。両者には既に別のパートナーがいたが、彼らの恋愛感情は続いていた。ヴィクトルはズーラにあの時に来なかった理由を尋ねると、彼女は自分に自信がなかったのだと答える。1年後、ヴィクトルはユーゴスラビアでの舞踏団の公演を鑑賞し、ズーラは観客の中にいる彼を見つけて動揺する。さらにその2年後、ヴィクトルはパリで映画音楽の作曲家として働いており、そこでズーラと再会する。彼女は別の男性と結婚したことで合法的に出国していたが、その彼と別れてヴィクトルと暮らし始める。ヴィクトルはズーラをソロ歌手として売り出すためにパーティで友人でもある映画プロデューサーのミシェルと会わせる。一方でズーラはヴィクトルの元恋人に嫉妬し、またレコーディング中の仕事が彼らの関係性に亀裂を生み、彼女は酒に溺れて始めてしまう。ズーラのレコーディングは完了したものの、ズーラの不機嫌さは収まらずヴィクトルと争った末に去ってしまう。その後ズーラはミシェルのもとに身を寄せるが破局し、ヴィクトルが訪ねてきた時には既にポーランドに戻っていた。
ヴィクトルはパリのポーランド領事の助言を無視してポーランドに帰国する。ズーラは収容所でヴィクトルと再会し、そこで彼は祖国を裏切ってスパイ活動を行った容疑で「寛大」にも懲役15年を宣告されたことを明かす。彼の手は拷問により痛めつけられており、音楽家としての道は閉ざされていた。ズーラは彼を助け出すと約束する。数年後、釈放されたヴィクトルはクラブでカチマレクと歌手を続けるズーラと再開する。ズーラはカチマレクと結婚することでヴィクトルを早期に釈放させる取引をしており、また男児を出産していた。ヴィクトルとズーラはトイレに逃げ出し、悲惨で敗残者となった彼女は彼に助けを求める。2人はバスに乗って廃墟になった教会に行き、結婚式を挙げる。2人は錠剤を飲んだ後に外へ行き、座って景色を眺める。ズーラが「向こう側」から見ようと提案すると2人は立ち上がって画面上から去り、風に揺れる麦畑だけが映し出される。

## キャスト
- ズザンナ・"ズーラ"・リホン - ヨアンナ・クーリク
- ヴィクトル・ヴァルスキ - トマシュ・コット（英語版）
- レフ・カチマレク - ボリス・シィツ（英語版）
- イレーナ・ビエレツカ - アガタ・クレシャ（英語版）
- ジュリエット - ジャンヌ・バリバール
- ミシェル - セドリック・カーン
- 領事 - アダム・ヴォロノヴィチ（英語版）
- 大臣 - アダム・フェレンツィ（英語版）
- 衛兵 - アダム・シシュコフスキ（ポーランド語版）

## 評価

### 興行収入
アメリカ合衆国とカナダでは約460万ドル、その他の国々では約1480万ドル、全世界合算で約1940万ドルを売り上げた。
アメリカ合衆国では公開初週に3つの劇場で54万353ドルの興収をあげた。一館ごとの平均興収は1万8118ドルだった。アカデミー賞3部門での候補が発表された第6週末は111劇場で57万1650ドルを売り上げた

### 批評家の反応
Rotten Tomatoesでは229個の批評家レビューのうち92%が支持評価を下し、平均評価は10点中8.2点となった。サイトの批評家の見解は「『COLD WAR あの歌、2つの心』は繊細な物語とそれに匹敵する美しい映像によって、短い上映時間を無駄にすることなく、さらに、本作のほろ苦い後味を引き立てることに成功している。」となっている。MetacriticのMetascoreは45個の批評家レビューに基づき、加重平均値は100点中90点となった。サイトは本作の評価を「世界的な絶賛」と示している。
『クラクフ・ポスト』のジュゼッペ・セディアは「『COLD WAR』は『イーダ』ほどヒエラティックではないが、観客に提供できるものが多くある。この残酷で、ジャズに浸かった溝口風の2人の恋人の物語で映し出される豪華な演技がもしもなかったら、パヴリコフスキはカンヌで監督賞を勝ち取っていなかっただろう」と評した。

### 受賞とノミネート
| 賞                                   | 日付           | 部門                         | 対象                                                                                             | 結果       | 出典        |
| ------------------------------------ | -------------- | ---------------------------- | ------------------------------------------------------------------------------------------------ | ---------- | ----------- |
| アカデミー賞                         | 2019年2月24日  | 監督賞                       | パヴェウ・パヴリコフスキ                                                                         | ノミネート | [ 11 ]      |
| アカデミー賞                         | 2019年2月24日  | 外国語映画賞                 | COLD WAR あの歌、2つの心                                                                         | ノミネート | [ 11 ]      |
| アカデミー賞                         | 2019年2月24日  | 撮影賞                       | ウカシュ・ジャル                                                                                 | ノミネート | [ 11 ]      |
| EDA賞                                | 2019年1月10日  | 非英語作品賞                 | COLD WAR あの歌、2つの心                                                                         | ノミネート | [ 12 ]      |
| ベルギー映画批評家協会               | 2019年1月5日   | グランプリ                   | COLD WAR あの歌、2つの心                                                                         | 受賞       | [ 13 ]      |
| 英国アカデミー賞                     | 2019年2月10日  | 監督賞                       | パヴェウ・パヴリコフスキ                                                                         | ノミネート | [ 14 ]      |
| 英国アカデミー賞                     | 2019年2月10日  | オリジナル脚本賞             | パヴェウ・パヴリコフスキ、ヤヌシュ・グウォヴァツキ                                               | ノミネート | [ 14 ]      |
| 英国アカデミー賞                     | 2019年2月10日  | 非英語作品賞                 | COLD WAR あの歌、2つの心                                                                         | ノミネート | [ 14 ]      |
| 英国アカデミー賞                     | 2019年2月10日  | 撮影賞                       | ウカシュ・ジャル                                                                                 | ノミネート | [ 14 ]      |
| 英国インディペンデント映画賞         | 2018年12月2日  | 外国インディペンデント映画賞 | パヴェウ・パヴリコフスキ、ヤヌシュ・グウォヴァツキ、エヴァ・プシュチンスカ、タニヤ・セガッチアン | ノミネート | [ 15 ]      |
| カンヌ国際映画祭                     | 2018年5月10日  | パルム・ドール               | COLD WAR あの歌、2つの心                                                                         | ノミネート | [ 3 ] [ 4 ] |
| カンヌ国際映画祭                     | 2018年5月10日  | 監督賞                       | パヴェウ・パヴリコフスキ                                                                         | 受賞       | [ 16 ]      |
| シカゴ映画批評家協会賞               | 2018年12月8日  | 外国語映画賞                 | COLD WAR あの歌、2つの心                                                                         | ノミネート | [ 17 ]      |
| シカゴ映画批評家協会賞               | 2018年12月8日  | 撮影賞                       | ウカシュ・ジャル                                                                                 | ノミネート | [ 17 ]      |
| クリティクス・チョイス・アワード     | 2019年1月13日  | 外国語映画賞                 | COLD WAR あの歌、2つの心                                                                         | ノミネート | [ 18 ]      |
| ダラス・フォートワース映画批評家協会 | 2018年12月17日 | 外国語映画賞                 | COLD WAR あの歌、2つの心                                                                         | 2位        | [ 19 ]      |
| ヨーロッパ映画賞                     | 2018年12月15日 | 作品賞                       | COLD WAR あの歌、2つの心                                                                         | 受賞       | [ 20 ]      |
| ヨーロッパ映画賞                     | 2018年12月15日 | 監督賞                       | パヴェウ・パヴリコフスキ                                                                         | 受賞       | [ 20 ]      |
| ヨーロッパ映画賞                     | 2018年12月15日 | 脚本賞                       | パヴェウ・パヴリコフスキ                                                                         | 受賞       | [ 20 ]      |
| ヨーロッパ映画賞                     | 2018年12月15日 | 女優賞                       | ヨアンナ・クーリク                                                                               | 受賞       | [ 20 ]      |
| ヨーロッパ映画賞                     | 2018年12月15日 | 男優賞                       | トマシュ・コット                                                                                 | ノミネート | [ 20 ]      |
| ヨーロッパ映画賞                     | 2018年12月15日 | 編集賞                       | ヤロスラフ・カミンスキー                                                                         | 受賞       | [ 20 ]      |
| フロリダ映画批評家協会賞             | 2018年12月21日 | 撮影賞                       | ウカシュ・ジャル                                                                                 | 受賞       | [ 21 ]      |
| ガウディ賞                           | 2019年1月27日  | ヨーロッパ作品賞             | COLD WAR あの歌、2つの心                                                                         | 受賞       | [ 22 ]      |
| ゴールデングローブ賞                 | 2019年1月6日   | 外国語映画賞                 | COLD WAR あの歌、2つの心                                                                         | ノミネート | [ 23 ]      |
| ゴヤ賞                               | 2019年2月2日   | ヨーロッパ映画賞             | COLD WAR あの歌、2つの心                                                                         | 受賞       | [ 24 ]      |
| ゴールデン・ビートル賞               | 2019年1月28日  | 外国語映画賞                 | パヴェウ・パヴリコフスキ                                                                         | ノミネート | [ 25 ]      |
| ヒューストン映画批評家協会賞         | 2019年1月3日   | 外国語映画賞                 | COLD WAR あの歌、2つの心                                                                         | ノミネート | [ 26 ]      |
| ナショナル・ボード・オブ・レビュー賞 | 2018年11月27日 | 外国語映画賞                 | COLD WAR あの歌、2つの心                                                                         | 受賞       | [ 27 ]      |
| ニューヨーク映画批評家協会賞         | 2018年11月29日 | 外国語映画賞                 | COLD WAR あの歌、2つの心                                                                         | 受賞       | [ 28 ]      |
| ニューヨーク映画批評家オンライン賞   | 2018年12月9日  | 外国語映画賞                 | COLD WAR あの歌、2つの心                                                                         | 受賞       | [ 29 ]      |
| サンディエゴ映画批評家協会賞         | 2018年12月10日 | 外国語映画賞                 | COLD WAR あの歌、2つの心                                                                         | ノミネート | [ 30 ]      |
| サンフランシスコ映画批評家協会賞     | 2018年12月9日  | 外国語映画賞                 | COLD WAR あの歌、2つの心                                                                         | ノミネート | [ 31 ]      |
| サンフランシスコ映画批評家協会賞     | 2018年12月9日  | 撮影賞                       | ウカシュ・ジャル                                                                                 | ノミネート | [ 31 ]      |
| サテライト賞                         | 2019年1月3日   | 外国語映画賞                 | COLD WAR あの歌、2つの心                                                                         | ノミネート | [ 32 ]      |
| サテライト賞                         | 2019年1月3日   | 撮影賞                       | ウカシュ・ジャル                                                                                 | ノミネート | [ 32 ]      |
| トロント映画批評家協会賞             | 2018年12月9日  | 外国語映画賞                 | COLD WAR あの歌、2つの心                                                                         | ノミネート | [ 33 ]      |
| ワシントンD.C.映画批評家協会         | 2018年12月3日  | 外国語映画賞                 | COLD WAR あの歌、2つの心                                                                         | ノミネート | [ 34 ]      |